# 2024-es grúziai parlamenti választás
A 2024-es grúziai parlamenti választásokat október 26-án tartották, a 2017-ben elfogadott alkotmánymódosítás szabályai szerint, amelyek teljesen arányos képviselet felé mozdították el a választási rendszert, 5%-os parlamenti küszöbbel.
A Grúz Álom 2012 óta kormánypárt, viszont közvélemény-kutatások szerint elveszítette a többség támogatását az évek alatt, így az arányos választási rendszer spekulációk szerint az ellenzéknek kedvezett volna. Habár az ellenzék megosztott, számos közös listát sikerült létrehozniuk, számos pártnak több esélyt adva, hogy bejusson a parlamentbe: ilyen közös lista a Koalíció a Változásért, az Egység – Nemzeti Mozgalom és az Erős Grúzia. Más pártok viszont egyénileg indultak, mint például a Grúziáért, a Gircsi és a Grúz Munkáspárt. Az ellenzéki pártok többsége aláírta a Grúz Charta nevű dokumentumot, melyben többek között szerepel, hogy nem lépnek koalícióba a Grúz Álommal. Ezzel ellentétben, Gircsi és a Grúziai Hazafiak Szövetsége kifejezték a koalíciós hajlandóságukat a kormánypárttal, ha bizonyos feltételeik teljesülnek, továbbá a Gircsi készen áll ellenzéki pártokkal is koalíciót kötni, ha számukra jobb javaslatokat prezentálnak, mint a kormánypárt.
A választás egyik legfontosabb előzménye a 2023–2024-es grúziai tüntetéssorozat egy törvényjavaslat miatt, amely előírná a külföldi finanszírozásban részesülő szervezetek "külföldi ügynökökként" való regisztrálását. A törvény feszültségeket okozott a nyugattal szemben: az Amerikai Egyesült Államok több száz grúz tisztviselő ellen nyújtott be szankciókat emberi jogi visszaélések miatt, tárgyalások kezdődtek Tbiliszi anyagi támogatásának esetleges csökkentéséről, továbbá az EU szünetelteti a folyamatot, melyben Grúzia tagjelöltségét tárgyalják.
A választást ismét a Grúz Álom nyerte, a szavazatok több, mint 53%-át megszerezve. A négy ellenzéki pártszövetség, melyek nem hajlandóak koalíciót kötni a Grúz Álommal, összesen majdnem 38%-os eredményt ért el. A kormánypárt többnyire a vidéken ért el jó eredményeket, míg az ellenzék a fővárosban és a határon túli szavazók körében volt népszerűbb. Az előző választáshoz képest az Egyesült Nemzeti Mozgalom által vezetett koalíció veszítette a legtöbb szavazóját. Az elvesztett szavazóik többnyire az újonnan alapított ellenzéki koalíciót, a Koalíció a Változásért pártszövetséget támogatták. A Lelo által vezetett Erős Grúzia koalíció javított az előző választáson elért eredményéhez képest.
A választást jelentések szerint szavazatvásárlás, csalás, valamint a választók megfélemlítése és nyomásgyakorlás árnyékolta be. Ennek következtében az ellenzéki pártok és az elnök, Szalome Zurabisvili "ellopott választással" vádolják a Grúz Álmot és nem ismerik el a hivatalos eredményeket. Az ellenzék bejelentette, hogy bojkottálni fogják az új parlament létrejöttét. Az Európai Unió és az Amerikai Egyesült Államok vizsgálatot követeltek a választást illetően. Paweł Herczyński, az Európai Unió grúziai nagykövete kijelentette, hogy „a nemzetközi megfigyelők nem nyilvánították a választásokat szabadnak és tisztességesnek. Azonban az ellenkezőjét sem nyilvánították ki.”

## Háttér
A Grúz Álom alapítója, Bidzina Ivanisvili egy befolyásos oligarcha és Grúzia volt miniszterelnöke, a politikai élettől való 2021-es távozását követően az ország szürke eminenciásának tekintették, viszont a választás előtt néhány hónappal visszatért a politikába. Annak ellenére, hogy a grúzok többségében támogatnák az ország EU- és NATO-csatlakozását, rendkívül óvatosak egy Oroszországgal való esetleges konfliktusokkal kapcsolatban. Ennek következtében a Grúz Álom úgy pozicionálja magát, mint az egyetlen olyan politikai párt, mely képes a béke fenntartására az Oroszországgal folytatott "pragmatikus politika" révén az ukrajnai háború közepette. A Grúz Álom által terjesztett összeesküvés-elmélet szerint egy "Globális Háborúpárt" nyugati kormányok befolyása alatt áll és be akarja sodorni Grúziát a konfliktusba. Továbbá, a kormány számos szociálkonzervatív intézkedést fogadott el, mint például a 2024. október 3-án hatályba lépő "LGBT-propaganda elleni törvényt".
A Grúz Álom bejelentette, hogy kétharmados választási győzelme esetén betiltja az ellenzéki pártok túlnyomó többségét, azzal vádolva őket, hogy az Egyesült Nemzeti Mozgalom párttal működnek együtt, mely a Grúz Álom álláspontja szerint törvényeket sértett a hatalma alatt, mint például "belesodorta az országot egy Oroszország elleni háborúba 2008-ban" és "kiépített egy erőszakra és kínzásra épülő rendszert", gondolva itt a Gldani börtönben történtekre. A Grúz Álom továbbá megerősítette az ország kapcsolatát Kínával is, Ivanisvili pedig a Kremlhez is közeledett, bocsánatkérést sürgetve Grúzia szerepéért a háborúban. A Grúz Álom politikai ellenfelei többségében a párt oroszpárti irányváltását kritizálják, az Európai Unióval és a NATO-val való kapcsolatok erősítését sürgetve.

## Eredmények

A Grúz Parlament választás utáni összetétele

Grúziában a választás napján 3 508 294 volt a szavazásra jogosultak száma, ebből 2 111 753 szavazott. Az érvénytelen szavazatok száma 34 974. A választás eredményei a következőek:
| Párt | Párt                             | Szavazatok | Szavazatarány | Mandátumok | +/-     |
| ---- | -------------------------------- | ---------- | ------------- | ---------- | ------- |
|      | Grúz Álom                        | 1 120 053  | 53,93%        | 89         | 6       |
|      | Koalíció a Változásért           | 229 161    | 11,03%        | 19         | 18      |
|      | Egység – Nemzeti Mozgalom        | 211 216    | 10,17%        | 16         | 9       |
|      | Erős Grúzia                      | 182 922    | 8,81%         | 14         | 9       |
|      | Grúziáért                        | 161 521    | 7,78%         | 12         | 6       |
|      | Gircsi                           | 62 223     | 3,00%         | 0          | 4       |
|      | Grúziai Hazafiak Szövetsége      | 50 599     | 2,44%         | 0          | 4       |
|      | Grúz Munkáspárt                  | 15 103     | 0,73%         | 0          | 1       |
|      | Változtassuk meg Grúziát         | 12 528     | 0,60%         | 0          | Állandó |
|      | Európai Demokraták               | 7 955      | 0,38%         | 0          | Állandó |
|      | Grúziai Egység                   | 4 500      | 0,22%         | 0          | Állandó |
|      | Szabad Grúzia                    | 4 145      | 0,20%         | 0          | Állandó |
|      | A Grúz Egység és Fejlődés Pártja | 3 892      | 0,19%         | 0          | Állandó |
|      | Sakartvelo                       | 2 780      | 0,13%         | 0          | Állandó |
|      | Chven                            | 2 593      | 0,12%         | 0          | Állandó |
|      | Tribün                           | 2 483      | 0,12%         | 0          | Állandó |
|      | A Mi Egyesített Grúziánk         | 1 845      | 0,09%         | 0          | Állandó |
|      | Baloldali Szövetség              | 1 260      | 0,06%         | 0          | Állandó |

## Következmények
Ivanisvili a választásokat követően kikiáltotta a Grúz Álom győzelmét, viszont a Nemzeti Mozgalom listavezetője, Tina Bokuchava csalással vádolta a Központi Választási Bizottságot és Ivanisvilit, hozzátéve, hogy az ellenzék "minden eddiginél jobban fog küzdeni, hogy az európai jövőnket visszaszerezzük". Az Ahali (a Koalíció a Változásért koalíció tagja) alapítója, Nika Gvaramia szerint a választás lebonyolításában egy "alkotmányos puccs" történt.
Grúzia elnöke, Szalome Zurabisvili nyilvánosan kijelentette, hogy nem fogja elismerni a választás eredményét, ugyanis szerinte az ország egy "orosz speciális művelet" áldozatává vált, és "semmi nem teheti legitimmé ezeket a választásokat". Ezen felül arra bátorította az embereket, hogy október 28-ra szervezzenek tömeges tüntetéseket. Az azóta szervezett számos tüntetés és az ellenzék parlament-bojkottja ellenére az új grúziai parlament november 25-én tartotta az alakuló ülését, melyen csak 88 Grúz Álomba tartozó képviselő volt jelen.

## Fordítás
Ez a szócikk részben vagy egészben  a(z)   2024 Georgian parliamentary election című angol Wikipédia-szócikk fordításán alapul.  Az eredeti cikk szerkesztőit annak laptörténete sorolja fel. Ez a jelzés csupán a megfogalmazás eredetét és a szerzői jogokat jelzi, nem szolgál a cikkben szereplő információk forrásmegjelöléseként.